# Andrássy Manó
Csíkszentkirályi és krasznahorkai gróf Andrássy Manó (nevét egy "s"-sel írta: Andrásy Manó) (Kassa, 1821. március 3. – Görz, 1891. április 23.) autodidakta festőművész, karikaturista, műgyűjtő, a Magyar Tudományos Akadémia tagja, országgyűlési képviselő, id. Andrássy Gyula gróf testvére, a betléri ág megalapítója. A hazai vasipar, a Sajó-menti vasművek, a vasércbányászat és a kohászat fejlesztésével foglalkozott, jelentős szerepe miatt Vasgrófként is emlegették.

## Életpályája
1821-ben született gróf Andrássy Károly (1792-1845) és gróf Szapáry Etelka fia. Szülei 1819-ben kötött házasságukból a következő gyermekek születtek:
- Kornélia (1820–1836)
- Manó
- Gyula (1823–1890) főispán, miniszterelnök; felesége: malomvízi gróf Kendeffy Katalin (1830–1896)
- Aladár (1827–1903) több vármegye főispánja; felesége: báró Wenckheim Leontina (1841–1921)

Gimnáziumi tanulmányait a sátoraljaújhelyi piaristáknál kezdte, ahol 1830. és 1832. között öccsével, Gyulával együtt a rendházban lakó konviktorként végezték az 1. és 2. grammatikai osztályokat. A grammatikai 3. osztályt a két testvér 1832/1833-ban még együtt járta a tatai piarista gimnáziumban, szintén konviktorként. Amíg egy osztályba jártak, a két évvel idősebb Manó volt a jobb tanuló. Mindketten az eminensek (legjobbak) között voltak, de Manót mindig néhány hellyel előrébb rangsorolták. Az 1833/1834. tanévet még Tatán kezdte el, de a második félévet már nem ott fejezte be. Az eddigi kutatások szerint nem tudjuk, hogy ezután hol végezte a gimnázium felső három osztályát. Filozófiából a pesti egyetemen szerzett doktori fokozatot, a második év anyagából azonban 1839-ben a pozsonyi akadémián tett vizsgát magántanulóként.
Már fiatal korában az egyetem elvégzése után bejárta Nyugat-Európát, Spanyolországban töltött több időt, utazásiról szóló írásait a Honderú közölte. Megfordult Észak-Afrikában, Marokkóban is. Visszatérve Magyarországra a liberális politikai táborhoz csatlakozott fivéreivel együtt. Torna vármegyét képviselte az országgyűlésen, és részt vett az április törvények megalkotásában. Az új független kormány 1848-ban a megye főispánja lett. Részt vett az 1848–49-es forradalom és szabadságharcban, és részese volt a győztes pákozdi csatának majd a szabadságharc alatt, még 1849 elején elutazott Londonba, hogy beutazza a keleti országokat ("1849 elején... egy kezembe akadt munka olvastával vágy szálla meg... keletet, az emberiség bölcsőjét... mielőbb szinröl szinre látnom" kell.). 10 nap múlva már Bécsben volt, kiállíttatta az útlevelét. Február elején már Londonban volt. Kelet-Indiában tett utazásairól (Bengália, Ceylon, Jáva és Kína) az Utazás Kelet-Indiákon című írásában számolt be, melyhez maga készítette az illusztrációkat. Ez az írása juttatta Andrássyt az MTA levelező tagjai közé.
Kínai és indiai utazásairól készített rajzait díszes kötetben jelentette meg, amelynek alapján a Magyar Tudományos Akadémia tagjává választották. Hazatérése után a Tisza szabályozása körül szerzett nagy érdemeket, gróf Károlyi Györggyel 11 millió forint kölcsönt vett fel a munkálatokhoz és az ármentesített területek számára az osztrák kormánytól 15 évi adómentességet eszközölt ki.
A kiegyezés előtt főispáni tisztséget ajánlottak neki, amit nem fogadott el csak 1867 után, ezzel Gömör, valamint Zemplén vármegye főispánja lett. 1881-től haláláig, mint a rozsnyói kerület képviselője vehetett részt az Országgyűlés munkájában, a Szabadelvű Párt színeiben. Mint szónok nem volt kiváló, de talpraesett tárgyi megjegyzései a pénzügyi bizottságban nagy súlyt biztosították szavainak. Különösen a bányászat és kohászat terén volt elsőrendű tekintély. 1887-ben valóságos belső titkos tanácsosi címet kapott. 1890-ben ő indítványozta a prímási szék Budapestre történő áthelyezését. 1891-ben Meránba indult, de egy nyakán támadt kelés miatt Görzben meg kellett állnia, hol lánya töltötte a telet. Megműtötték, de életét már nem tudták megmenteni.

## Művészete

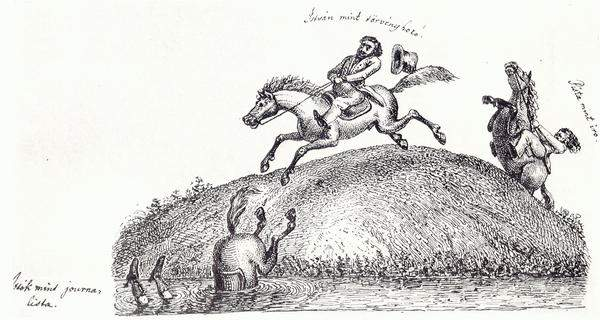
Andrássy Manó: Széchenyi pályafutása. Karikatúra az 1840-es évekből

Andrássy Manó változatos életművet hagyott hátra. Karikatúrái ismertek voltak országszerte, hiszen, sűrűn publikálta (többek között a Lauka Gusztáv által szerkesztett Charivari című lapban) a politikai és társadalmi élet visszásságait gúnyrajzaiban. Keleti utazásai során készített rajzait, albumban jelentette meg, és ennek elismeréseként 1858-ban a Magyar Tudományos Akadémia megválasztotta levelező, majd később rendes tagjává. Lelkes műgyűjtő volt és kiemelkedik az általa felhalmozott ötvöstárgyak, valamint néprajzi anyag, mely sajnos a parnói kastély 1901-es leégésekor jelentős részben elpusztult. Filantrópként is ismert volt, hiszen száz arany adományozásával lépett be a Pesti Műegyletbe, és ő irányította az Akadémia régiségtani osztályának újjászervezését. Régiséggyűjteménye része lett a Nemzeti Múzeum gyűjteményének. Autodidakta módon tanult meg festeni és ismert festménye az önarckép, melyet tükörképe alapján festett meg.
Nevéhez (amit még egy "s"-el írt) fűződik két magyar könyvritkaság. Az Utazás Kelet Indiákon: Ceylon, Java, Khina, Bengal ez 1853-ban jelent meg, szövegét a rajzai alapján készült 16 kőnyomatos tábla illusztrálja. Ő szerkesztette az 1857-ben megjelent Hazai vadászatok és sport című albumot, szerzőtársai között volt gróf Festetits Béla, gróf Sándor Móritz, báró Podmaniczky Frigyes. Az albumot 12 kisebb és 12 egész oldalas litográfia gazdagítja, ezek Andrássyn kívül Sterio Károly, Markó Károly, báró Orczy Béla munkái. Mindkét díszalbum mérete 60 x 45 cm.

## Művei
- Kiadatlan magyar érmek és pecsétgyűrűk. Archaeol. Közl., Pest, 1861

## Családja
1855. január 29-én házasságot kötött Pálffy Gabriellával (1833–1914), Pállfy Ferenc Alajos (1780-1852) császári és királyi kamarás és Erdődy Natália (1803-1845) leányával. Házasságukból a következő gyermekek születtek:

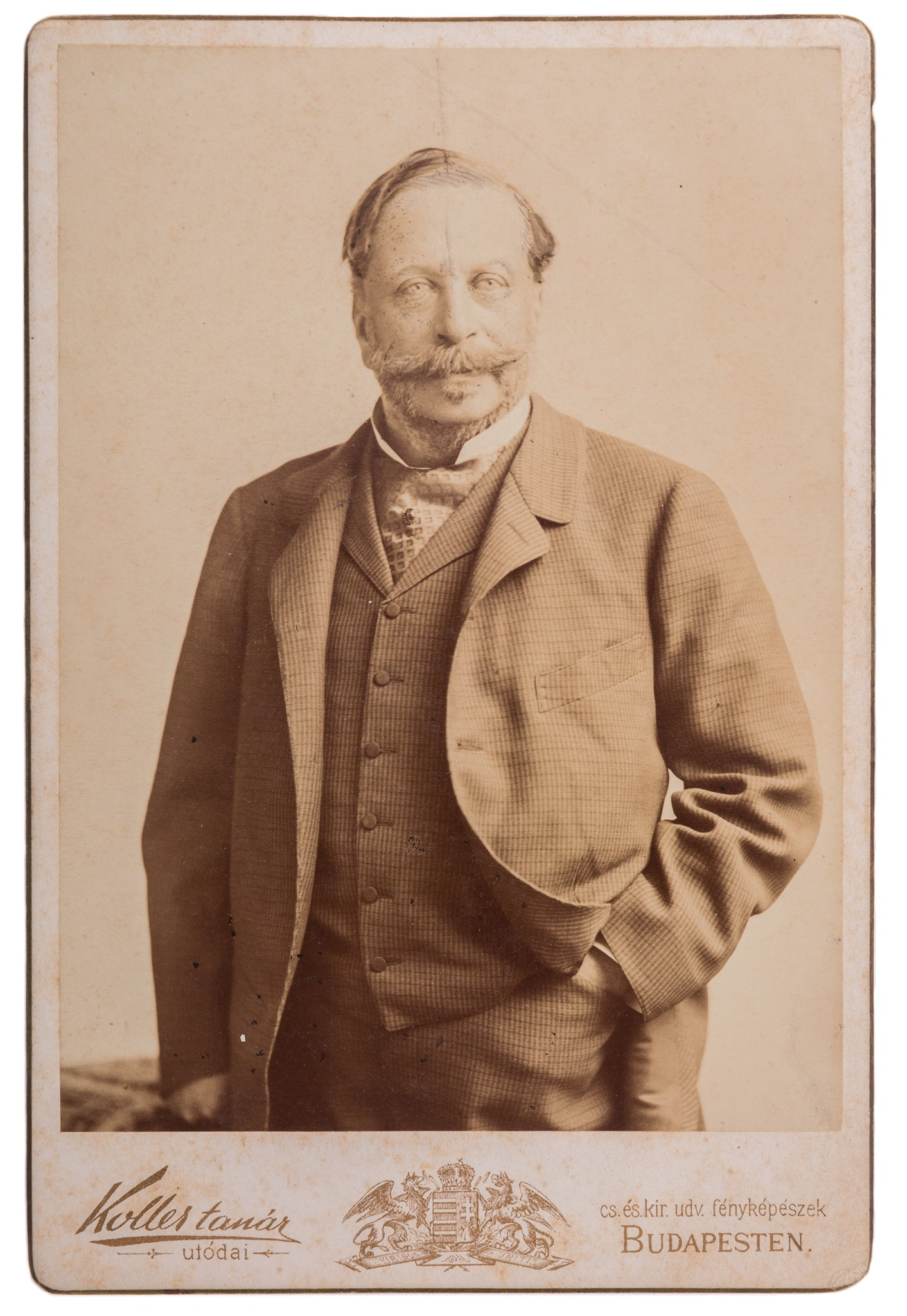
Andrássy Manó

1. Géza (1857 - 1938) császári és királyi kamarás és tartalékos főhadnagy az 5. huszárezredben, az MTA tagja, országgyűlési képviselő. Neje Kaunitz Eleonóra (1862-1936) császári és királyi csillagkeresztes hölgy
2. Irma (Mária) (1858. augusztus 28. - 1925. november 16.), férje Esterházy Antal Miklós (1851-1935) császári és királyi kamarás, lovaskapitány
3. Gábor (1859 - 1861)
4. Etelka (1861. augusztus 27. - 1927. november 8.), férje Odescalchi Géza (1858-1937)
5. Tibor (1862 - 1867)
6. Natália (1865. február 11. - 1951. április 6.); férje Széchényi Aladár (1862-1936), országgyűlési képviselő
7. Karolina (1867. szeptember 18. - 1937. szeptember 10.) Karátsonyi Jenő (1861-1933), országgyűlési képviselő